# Horace James Seymour
Horace James Seymour (26 février 1885 - 10 septembre 1978) est un diplomate britannique qui sert à Washington, DC, Téhéran, La Haye, Rome et Chongqing. Il est secrétaire privé principal du ministre britannique des Affaires étrangères et sous-secrétaire d'État adjoint au ministère des Affaires étrangères. Son poste le plus élevé est celui d'ambassadeur britannique en Chine de 1942 à 1946.

## Jeunesse et famille
Il est le fils aîné de Hugh Francis Seymour et Rachel Blanche Lascelles, et l'arrière-petit-fils du colonel Hugh Henry John Seymour, un petit-fils de Francis Seymour-Conway, 1er marquis de Hertford et un descendant d'Edward Seymour (1er duc de Somerset)  et fait ses études au Collège d'Eton et au Trinity College, Cambridge .

## Carrière

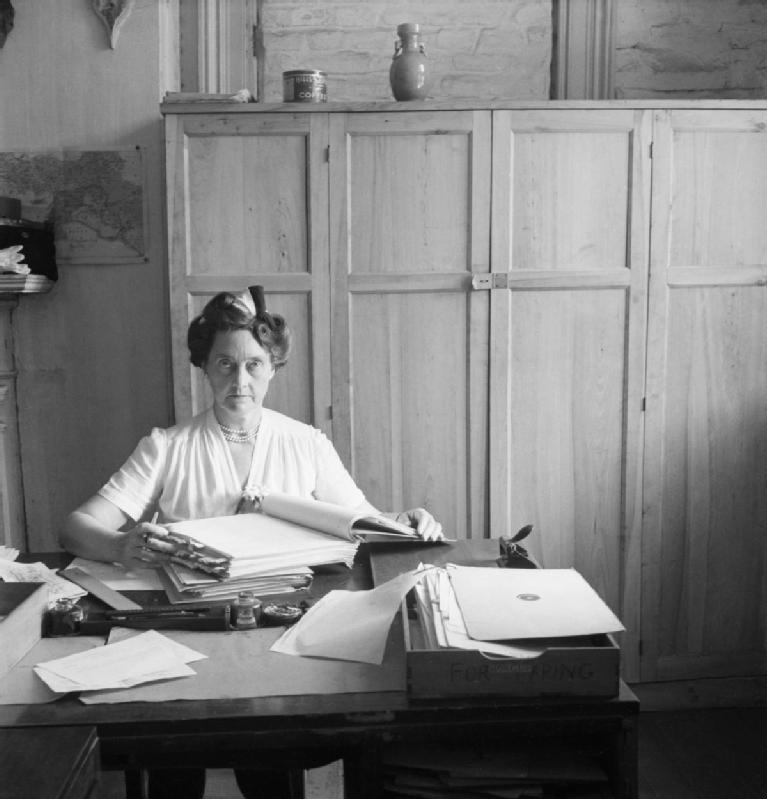
Lady Seymour, à Chungking,
par Cecil Beaton

Seymour entre au ministère des Affaires étrangères et du service diplomatique en 1908. Il est deuxième secrétaire à l'ambassade britannique aux États-Unis en 1919, premier secrétaire aux Pays-Bas en 1923 et en Italie en 1925, puis de 1932 à 1936 principal secrétaire privé du ministre britannique des Affaires étrangères. Il est ensuite ministre britannique (Envoyé extraordinaire et ministre plénipotentiaire) à Téhéran, de 1936 à 1939, sous-secrétaire d'État adjoint au Foreign Office, 1939 à 1942, puis ambassadeur britannique en Chine, de 1942 à 1946. Il prend sa retraite en 1947,.
Le 8 mai 1944, Seymour remet l'insigne de chevalier commandant du bain à He Yingqin, ministre chinois de la Guerre et chef d'état-major général, à Chongqing .

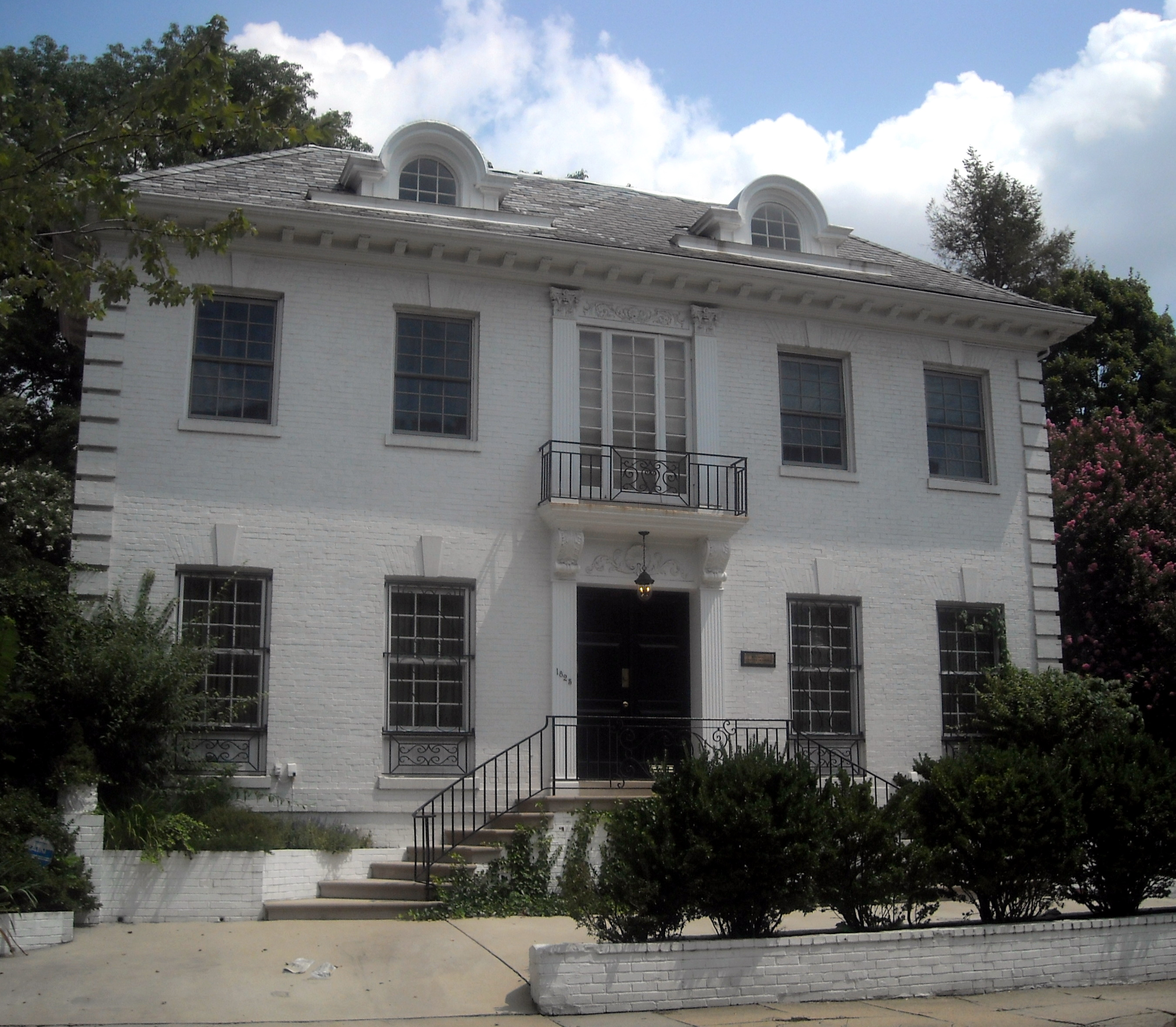
Maison de Seymour, Washington

Entre avril 1947 et juillet 1947, Seymour est membre de la Commission de la frontière franco-siamoise siégeant à Washington, DC, et en décembre 1947, il est nommé président de la délégation britannique à la Commission des Balkans, basée à Salonique, en Grèce.

## Mariage et enfants

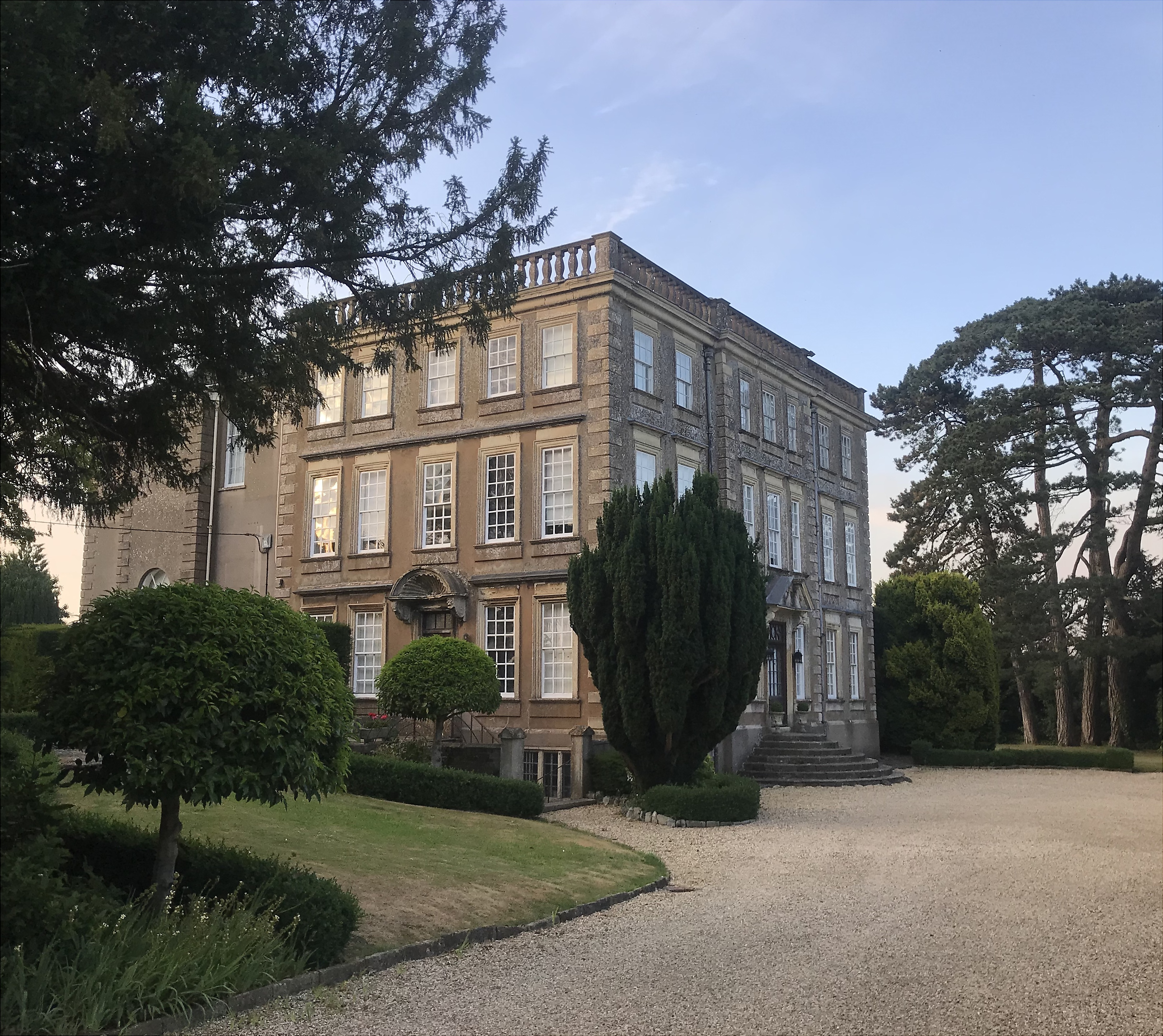
Bratton House, Wiltshire

En 1917, Seymour épouse Violet, fille de Thomas Edward Erskine, et ils ont trois filles, Jane (décédée en bas âge en 1918), Joan et Virginia, et un fils, Hugh Francis Seymour (né le 14 décembre 1926) . Ils vivent à Bratton House, près de Westbury dans le Wiltshire 
Il est Compagnon de l'Ordre de St Michael et St George en 1927 , Commandant de l'Ordre royal de Victoria en 1936 , Chevalier Commandeur de l'Ordre de St Michael et St George en 1939 et Chevalier Grand-Croix de l'Ordre de St Michael et St George en 1946.